# Mario Camus

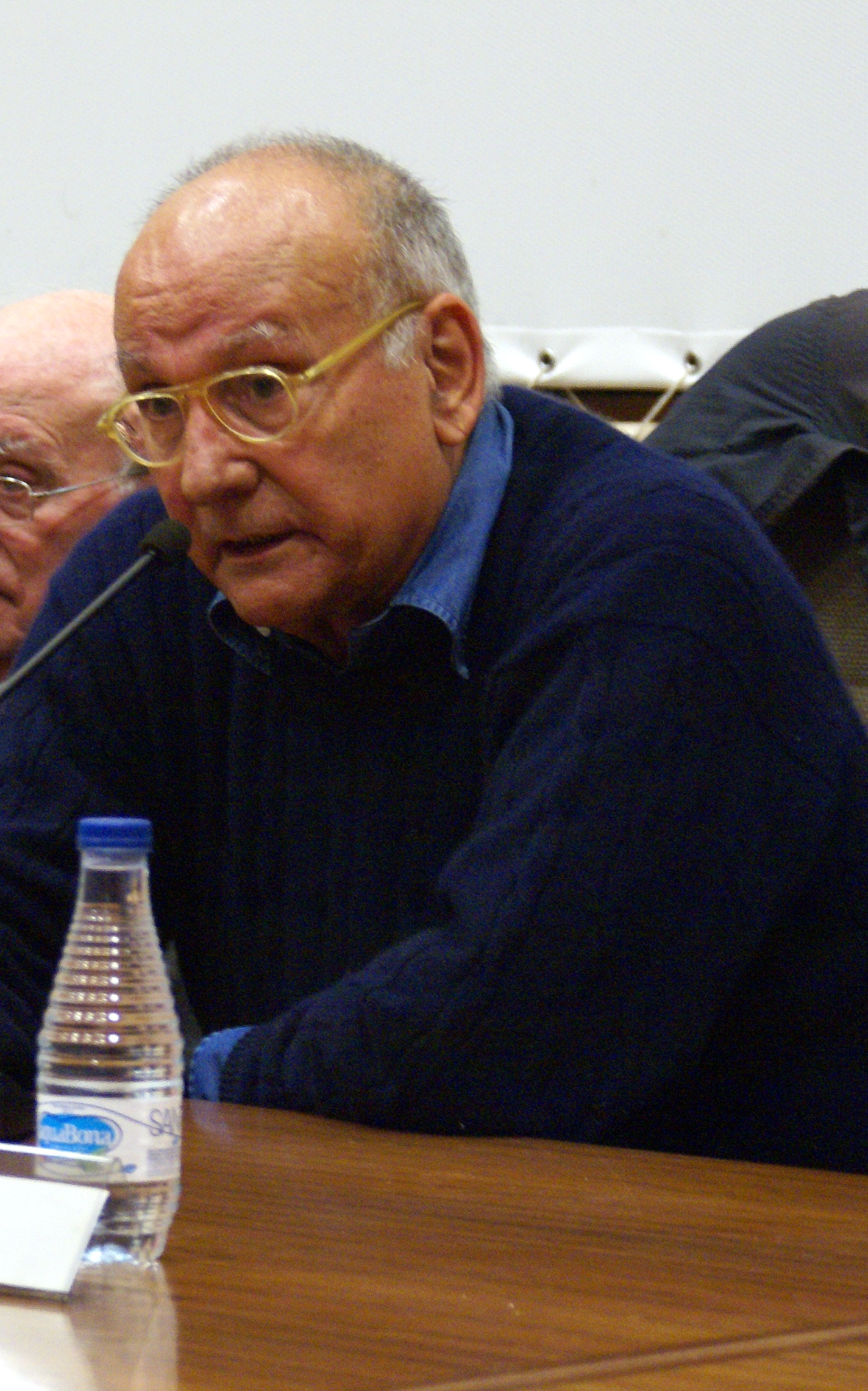
Mario Camus (2011)

Mario Camus García (* 20. April 1935 in Santander, Kantabrien; † 18. September 2021 ebenda) war ein spanischer Filmregisseur und Drehbuchautor.

## Leben
Er brach 1956 ein Jurastudium ab, um Film zu studieren. Das Filmstudium schloss er 1963 ab. Seine Diplomarbeit war der Kurzfilm El Borracho. In den 1960er-Jahren schrieb er Drehbücher zu den Filmen Die Straßenjungen und Cordoba, die von Carlos Saura inszeniert wurden, und führte selbst Regie bei einigen Kurzfilmen.
Seine ersten Spielfilme waren das Drama Los Farsantes und Young Sánchez über das Leben eines Boxers. Beide entstanden 1963. Young Sánchez brachte ihm erste Auszeichnungen ein, unter anderem einen Preis auf dem Festival Internacional de Cine de Mar del Plata. In den folgenden Jahren blieb er keinem bestimmten Genre treu, sondern schuf sowohl Romantikkomödien und Musicals als auch Literaturverfilmungen. Für Der Bienenkorb, ein auf dem gleichnamigen Roman von Camilo José Cela basierendes Gesellschaftsdrama mit Victoria Abril in der Hauptrolle, erhielt er den Goldenen Bären auf der Berlinale 1983. Außerdem war er viermal für den Goya sowie für seinen Film Los santos inocentes bei den Internationalen Filmfestspielen von Cannes nominiert. Für das Drehbuch zu Sombras en una batalla (1993) gewann er den Goya. Der Strand der Wildhunde aus dem Jahr 2002 handelt von einem einfachen Bäcker, der auf die Suche nach seinem Bruder, einem untergetauchten Terroristen, geht.
Mario Camus wird neben Carlos Saura, Basilio Martín Patino, José Luis Borau, Julio Diamante, Miguel Picazo und Manolo Summers zu den Vorreitern des „Neuen Spanischen Kinos“ (Nuevo Cine Español) gezählt.

## Filmografie
Regie
- 1962: El Borracho (Kurzfilm)
- 1963: La Suerte (Kurzfilm)
- 1963: Passion der Komödianten (Los Farsantes)
- 1964: Young Sánchez
- 1965: La visita que no tocó el timbre
- 1965: Muere una mujer
- 1966: Con el viento solano
- 1966: Cuando tú no estás
- 1967: Soledad
- 1967: Al ponerse el sol
- 1968–1976: Cuentos y leyendas (Fernsehserie)
- 1968: Volver a vivir
- 1968: Digan lo que digan
- 1969: Esa mujer
- 1970: Der Teufel kennt kein Halleluja (La collera del vento)
- 1972–1973: Si las piedras hablaran (Fernsehserie)
- 1973: La leyenda del alcalde de Zalamea
- 1975: Los Pájaros de Baden-Baden
- 1975: Die Jungvermählte (La joven casada)
- 1976–1977: Paisajes con figuras (Fernsehserie)
- 1976: Curro Jiménez: Der andalusische Rebell (Curro Jiménez) (Fernsehserie)
- 1978: Los días del pasado
- 1980: Fortunata y Jacinta (Fernsehserie)
- 1982: Der Bienenkorb (La Colmena)
- 1983: Los desastres de la guerra (Fernsehserie)
- 1984: Die heiligen Narren (Los santos inocentes)
- 1985: La vieja música
- 1987: Bernarda Albas Haus (La Casa de Bernarda Alba)
- 1987: Die Hinrichtung (La Rusa)
- 1990: Ein Rebell wird geschmiedet (La forja de un rebelde) (Fernsehserie)
- 1990: La femme et le pantin
- 1992: Después del sueño
- 1993: Sombras en una batalla
- 1994: Selbstachtung (Amor propio)
- 1996: Adosados
- 1997: El color de las nubes
- 1997: La vuelta de El Coyote
- 1999: La ciudad de los prodigios
- 2002: Der Strand der Windhunde (La playa de los galgos)

Drehbuch
- 1960: Die Straßenjungen (Los golfos)
- 1964: Cordoba (Llanto por un bandido)